# Danica Curcic
Danica Curcic (Servisch Cyrillisch: Даница Ћурчић, Servisch: Danica Ćurčić) (Belgrado, 27 augustus 1985) is een Servisch-Deense actrice.

## Biografie
Curcic verhuisde in 1986 op 1-jarige leeftijd met haar familie vanuit het huidige Servië naar Denemarken, omdat haar vader een baan kreeg bij de Joegoslavische ambassade in Kopenhagen. Als 17-jarige startte ze een bacheloropleiding film- en mediastudies aan de Universiteit van Kopenhagen. Nadat ze die afrondde, volgde ze gedurende een jaar een toneelopleiding in Californië. Daarna ging Curcic naar de Statens Scenekunstskole, waaraan ze in 2012 afstudeerde.
In 2014 werd ze op het Internationaal filmfestival van Berlijn uitgeroepen tot Shooting Star. Het jaar daarop ontving Curcic voor haar rol in de film Stille Hjerte een Bodil in de categorie Beste vrouwelijke hoofdrol, evenals een Robert in de categorie Beste vrouwelijke bijrol. In 2022 ontving de actrice voor haar acteerwerk in de Netflix-serie Kastanjemanden een Robert in de categorie Beste vrouwelijke hoofdrol in een televisieserie en een Zulu Award.

## Filmografie (selectie)
| Jaar | Titel                                  | Rol           | Type productie | Opmerkingen     |
| ---- | -------------------------------------- | ------------- | -------------- | --------------- |
| 2011 | Den som dræber (Those Who Kill)        | Margretha     | Televisieserie | 1 aflevering    |
| 2013 | Wallander                              | Corina        | Televisieserie | 1 aflevering    |
| 2013 | The Bridge                             | Beate         | Televisieserie | 4 afleveringen  |
| 2014 | Fasandræberne (De fazantenmoordenaars) | Kimmie        | Film           |                 |
| 2014 | Stille hjerte (Silent Heart)           | Sanne         | Film           |                 |
| 2016 | Nobel                                  | Adella Hanefi | Televisieserie | 8 afleveringen  |
| 2017 | The Mist                               | Mia Lambert   | Televisieserie | 10 afleveringen |
| 2018 | Kriger (Warrior)                       | Louise        | Televisieserie | 6 afleveringen  |
| 2020 | Equinox                                | Astrid        | Televisieserie | 6 afleveringen  |
| 2021 | Forhøret (Face to Face)                | Louise        | Televisieserie | 1 aflevering    |
| 2021 | Kastanjemanden (The Chestnut Man)      | Naia Thulin   | Televisieserie | 6 afleveringen  |

- Gemeinsame Normdatei: 1111582513
- International Standard Name Identifier: 0000 0004 8603 1608
- Library of Congress Control Number: no2016140758
- Nationale Bibliotheek van Tsjechië: xx0263345
- Nationale Bibliotheek van Israël: 987007407352105171
- Virtual International Authority File: 14149366133485601554
- WorldCat: E39PBJhMgXh8fKRbfhm3xVPJDq